# Стрезимировци
Стрезимировци је подељено насеље између Бугарске и Србије. Српски део насеља се налази у општини Сурдулица у Пчињском округу. Бугарски део насеља се налази у општини Трн у Перничкој области. Према попису из 2022. у српском делу насеља било је 15 становника, док је на попису из 2021. у бугарском делу насеља било 9 становника.

## Историја
Установљен је у јесен 1935. године царински одељак у месту, који је припадао Царинарници I реда у Цариброду.
У месту је између два рата радила Државна основна школа са једним учитељем. Био је ту учитељ 1932. године Јаков Вуковић. До 1936. године у њој је предавао учитељ Боривоје Павловић. Њега је исте године заменио колега Радосав Петровић. Службовао је 1940. године у Стрезимировцима, учитељ Душан Рајчић.

## Демографија српског дела насеља
У српском делу насеља Стрезимировци живе 52 пунолетна становника, а просечна старост становништва износи 64,2 године (60,9 код мушкараца и 68,2 код жена). У насељу има 28 домаћинстава, а просечан број чланова по домаћинству је 1,89.
Ово насеље је углавном насељено Бугарима (према попису из 2002. године), а у послератним пописима број становника све више опада.
|  |

| Демографија | Демографија | Демографија |
| Година      | Становника  | Становника  |
| ----------- | ----------- | ----------- |
| 1948.       | 485         |             |
| 1953.       | 440         |             |
| 1961.       | 346         |             |
| 1971.       | 256         |             |
| 1981.       | 182         |             |
| 1991.       | 101         | 101         |
| 2002.       | 53          | 53          |
| 2011.       | 25          |             |
| 2022.       | 15          |             |

| Етнички састав према попису из 2002.‍ | Етнички састав према попису из 2002.‍ | Етнички састав према попису из 2002.‍ | Етнички састав према попису из 2002.‍ | Етнички састав према попису из 2002.‍ |
| ------------------------------------ | ------------------------------------ | ------------------------------------ | ------------------------------------ | ------------------------------------ |
|                                      |                                      |                                      |                                      |                                      |
| Бугари                               | Бугари                               |                                      | 47                                   | 88,67%                               |
| Југословени                          | Југословени                          |                                      | 4                                    | 7,54%                                |
| Срби                                 | Срби                                 |                                      | 2                                    | 3,77%                                |

| Година пописа     | 1948. | 1953. | 1961. | 1971. | 1981. | 1991. | 2002. |
| ----------------- | ----- | ----- | ----- | ----- | ----- | ----- | ----- |
| Број домаћинстава | 91    | 89    | 88    | 85    | 73    | 51    | 28    |

| Број чланова      | 1  | 2  | 3 | 4 | 5 | 6 | 7 | 8 | 9 | 10 и више | Просек |
| ----------------- | -- | -- | - | - | - | - | - | - | - | --------- | ------ |
| Број домаћинстава | 10 | 13 | 3 | 2 | 0 | 0 | 0 | 0 | 0 | 0         | 1,89   |

| Пол    | Укупно | Неожењен/Неудата | Ожењен/Удата | Удовац/Удовица | Разведен/Разведена | Непознато |
| ------ | ------ | ---------------- | ------------ | -------------- | ------------------ | --------- |
| Мушки  | 28     | 5                | 17           | 6              | 0                  | 0         |
| Женски | 24     | 2                | 16           | 6              | 0                  | 0         |
| УКУПНО | 52     | 7                | 33           | 12             | 0                  | 0         |

| Пол    | Укупно                    | Пољопривреда, лов и шумарство | Рибарство                            | Вађење руде и камена | Прерађивачка индустрија       |
| ------ | ------------------------- | ----------------------------- | ------------------------------------ | -------------------- | ----------------------------- |
| Мушки  | 4                         | 1                             | 0                                    | 0                    | 0                             |
| Женски | 2                         | 1                             | 0                                    | 0                    | 0                             |
| УКУПНО | 6                         | 2                             | 0                                    | 0                    | 0                             |
| Пол    | Производња и снабдевање   | Грађевинарство                | Трговина                             | Хотели и ресторани   | Саобраћај, складиштење и везе |
| Мушки  | 0                         | 0                             | 1                                    | 0                    | 1                             |
| Женски | 0                         | 0                             | 1                                    | 0                    | 0                             |
| УКУПНО | 0                         | 0                             | 2                                    | 0                    | 1                             |
| Пол    | Финансијско посредовање   | Некретнине                    | Државна управа и одбрана             | Образовање           | Здравствени и социјални рад   |
| Мушки  | 0                         | 0                             | 0                                    | 0                    | 1                             |
| Женски | 0                         | 0                             | 0                                    | 0                    | 0                             |
| УКУПНО | 0                         | 0                             | 0                                    | 0                    | 1                             |
| Пол    | Остале услужне активности | Приватна домаћинства          | Екстериторијалне организације и тела | Непознато            | Непознато                     |
| Мушки  | 0                         | 0                             | 0                                    | 0                    | 0                             |
| Женски | 0                         | 0                             | 0                                    | 0                    | 0                             |
| УКУПНО | 0                         | 0                             | 0                                    | 0                    | 0                             |